# Idiocera omanensis
Idiocera omanensis är en tvåvingeart som beskrevs av Albany Hancock 1997. Idiocera omanensis ingår i släktet Idiocera och familjen småharkrankar.
Artens utbredningsområde är Oman. Inga underarter finns listade i Catalogue of Life.